# Karolin Luger
Karolin Luger es una bioquímica y biofísica austriaca, conocida por su trabajo con los nucleosomas y el descubrimiento de la estructura tridimensional de la cromatina. Es profesora distinguida de la Universidad Estatal de Colorado en Fort Collins y trabaja con el Departamento de Bioquímica y Genética Molecular de la Facultad de Medicina de la Universidad de Colorado.

## Carrera

### Inicios
En 1997 Luger escribió un artículo que describía la primera estructura determinada para el nucleosoma, descubierta mediante cristalografía de rayos X. Tras varios años en el Instituto Federal Suizo de Tecnología, Luger fue contratada por la Universidad Estatal de Colorado en 1999. Su trabajo allí incluye una extensa investigación adicional sobre la estructura tridimensional del nucleosoma.
En 2005, Luger y Kenneth Kaye utilizaron la cristalografía de rayos X para determinar el mecanismo que utiliza para propagarse el virus causante del sarcoma de Kaposi, un tumor que afecta al tejido conectivo subdérmico. El virus se adhiere a la cromatina e inserta su material genético, que luego se copia junto con el ADN de la célula. Luger y Kaye demostraron así que un virus puede adherirse a la cromatina como una "plataforma de acoplamiento".

### Década de 2010 y actualidad
Desde 2010, Luger ha realizado importantes estudios sobre las histonas, investigando la conexión entre sus proteínas chaperonas y la acetilación, así como las estructuras variantes. Las histonas son importantes en el proceso de expresión de los genes, y su posicionamiento, determinado por las proteínas chaperonas, es esencial para ese papel. La investigación de Luger a partir de 2012 también comprende otras áreas de estudio con la cromatina, incluyendo los procesos de replicación del ADN, la transcripción, la recombinación y la reparación en la cromatina. Con su grupo de investigación ha desarrollado varios ensayos para examinar la estructura de la cromatina, con el fin de aumentar la cristalografía de rayos X tradicional. Otro interés de su grupo es la causa genética del síndrome de Rett, el gen MECP2, que se encarga de codificar una proteína que se une a los grupos metilo de la cromatina, alterando su conformación.